# Silvestre Sancho Morales
Silvestre Sancho Morales, O.P. (Encinacorba, Zaragoza, 31 de diciembre de 1893-Madrid, 19 de octubre de 1981) fue un teólogo y misionero español. Fundador de la Congregación de las Dominicas Oblatas de Jesús.

## Biografía
Comenzó sus estudios en Humanidades y Filosofía en el Seminario de Zaragoza (1908-1910); tomó el hábito dominico en el Real Monasterio de Santo Tomás de Ávila (8 de enero de 1911), haciendo la profesión religiosa un año después (2 de febrero de 1912). En Ávila concluyó sus estudios de Filosofía e inició los de Teología, que finalizaría en la Universidad Católica de América en Washington D.C.
Tras su ordenación sacerdotal en Manila (18 de septiembre de 1919), fue profesor en el Colegio de San Juan de Letrán (Mánila). Después de doctorarse en Teología (1924), continuó su actividad docente como profesor de Teología Moral en la Universidad de Santo Tomás de Manila (1925). Allí fundó la revista universitaria Unitas  (1925) y colaboró en la fundación y publicación de Boletín Eclesiástico de Filipinas y de la revista semanal Estudio, en la que escribió numerosos artículos con diversos seudónimos. También envío varios artículos sobre filosofía y apologética a los diarios El Comercio y La Defensa, ya desaparecios. Fue rector del Colegio de San Juan de Letrán (1932-1935), y de la Universidad de Santo Tomás de Manila (1936-1940).
En abril de 1939 regresó a España. Consiguió tanto del Gobierno español como de la Sagrada Congregación de Universidades y Seminarios el reconocimiento y validez de los estudios realizados en la Universidad de Santo Tomás. Intervino en la creación de nuevas carreras universitarias: Religión, Ingeniería de Minas, Ingeniería Química, Ingeniería Eléctrica, Ingeniería Mecánica y la Escuela de Bellas Artes. Construyó dos nuevos edificios: el de la imprenta y el de educación, que acabaría transformándose en hospital (1945).
Fundó la congregación de Dominicas Oblatas de Jesús (Madrid, 1946). La Sagrada Congregación de Universidades le nombró rector un segundo cuadrienio, pero no pudo regresar a Filipinas a causa de la guerra del Pacífico. Le asignaron al Convento del Rosario de Madrid. Fue Capellón Mayor de Prisiones de España y profesor de Ética en la Universidad Central de Madrid (1943-1950). 
En 1935 había conocido a Josemaría Escrivá de Balaguer, con llegaría a ser su confesor (1941-1946). Fray Silvestre dio clases de Teología Moral a las primeras promociones de miembros del Opus Dei que se fueron ordenando sacerdotes.
Fue Provincial de la provincia del Santísimo Rosario (Filipinas, 1951-1960). Construyó el Colegio Aiko en Japón, el de Santo Domingo en Taiwán, el de Arcas Reales (Valladolid) y el Convento de San Pedro Mártir en Madrid. La provincia inició su apostolado en Venezuela.
Falleció en Madrid, el 19 de octubre de 1981.

## Distinciones
- Encomienda de Isabel la Católica.
- Caballero de la Orden de Alfonso X el Sabio.